# 파우스타

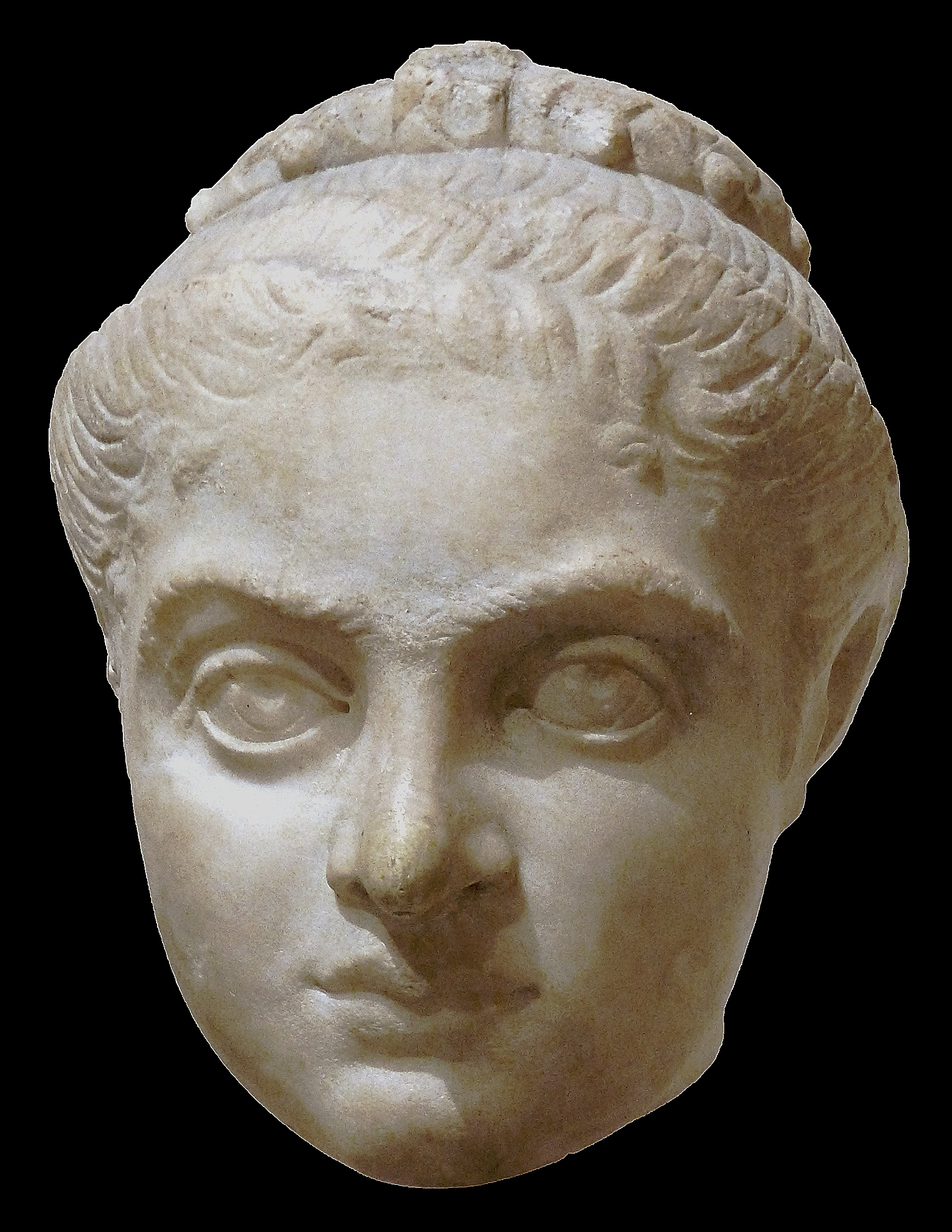
파우스타 조각상

플라비아 막시마 파우스타(Flavia Maxima Fausta, 289년 ~ 326년)은 로마 제국의 황후이며, 전 황제였던 막시미아누스의 딸이다. 307년 콘스탄티누스 1세와 혼인을 맺었으며, 파우스타는 콘스탄티누스 2세, 콘스탄티우스 2세, 콘스탄스를 낳아 콘스탄티누스 왕조가 유지되게 하였다.

## 생애
고대 로마 사람이며, 막시미아누스와 에우트로피아 사이에서 태어났다. 307년 막센티우스와 불화를 겪고 있던 막시미아누스는 파우스타를 트리어에 거주중인 콘스탄티누스 1세와 혼인을 맺게 해 그의 세력하에 들어갔으나, 310년 막시미아누스는 콘스탄티누스가 라인 강 동부로 야만족들을 격퇴하러 간 틈을 타 반란을 일으켰다. 하지만 예상보다 빨리 원정에서 돌아온 콘스탄티누스에게 진압당한 뒤 마실리아(현재의 마르세유)로 도망갔으나 그곳에서 죽음을 맞았고, 이후 312년 파우스타의 오빠인 막센티우스 또한 밀비우스 다리 전투에서 전사했다.
그 뒤 325년 리키니우스가 반란을 꾀한다는 의심을 받고 처형당한 뒤 콘스탄티누스가 로마 제국의 유일한 최고 권력자가 되자 자연스럽게 파우스타 또한 로마 제국의 황후로 인정받았으며, 콘스탄티누스의 뒤를 이어 콘스탄티누스 왕조의 황제가 되는 콘스탄티누스 2세, 콘스탄티우스 2세, 콘스탄스를 낳았다.
하지만 326년 미네르비나의 아들인 크리스푸스가 파우스타와 간통했다는 죄목으로 체포되어 처형되었으며, 이후 몇 달 뒤 파우스타는 콘스탄티누스에 의해 증기탕에 갇혀서 질식사로 사망했다.